# Uhudla
Der Uhudla (Untertitel: „Nachrichten aus dem Unterholz der Stadt“) ist eine Straßenzeitung, die primär in Wien verkauft wird. Die Auflage beträgt 10.000 Stück. Jährlich erscheinen etwa 3 bis 4 Ausgaben. Die nächste Ausgabe wird vorbereitet, wenn die vorhergehende weitgehend verkauft ist. Der Uhudla erhält keinerlei Subventionen oder Unterstützungen von der öffentlichen Hand. Der Straßenverkaufspreis beträgt 2 Euro, davon verbleibt 1 Euro dem Verkäufer.

## Geschichte
Der von Max Wachter gegründete Uhudla wurde das erste Mal 1991 im Burgenland als Jux-Zeitung herausgegeben. Der Name wurde in Anlehnung an den Uhudler (Wein aus den Trauben von Hybridreben) gewählt, gegen dessen Verbot sich der Uhudla einsetzte. Der Name gibt das Motto des Blattes wieder: Unabhängig, Heiß, Urig, Demokratisch, Landläufig, Außergewöhnlich.
Bis Dezember 2013 sind 99 Ausgaben des Uhudla erschienen. Zum Ehren-„Präsidenten“ des Uhudla hat  Herausgeber Max Wachter den Gründer der Musik-Gruppe Drahdiwaberl Stefan Weber erkoren.
1995 ging aus dem Uhudla der Augustin hervor. Zwischenzeitlich gab es bis zu 15 Uhudla-Verkäufer. Die 2021 veröffentlichte 115. Nummer mit dem Titel 30 Jahre Uhudla. 50 Jahre Rebellion und dem Schwerpunkt Die 68er werden alt war die letzte Printausgabe.

## Aufbau der Zeitung
- Reportage: Artikel aus eigener Recherche
- Innenschau: Gesellschaftliche Reportagen (Österreich-Bezug)
- Arbeiter Zeitung: Kritische Berichte zur Arbeitswelt
- Außenschau: Berichte über Europa und Übersee
- Menschenrechte: Menschenrechtsthemen aus aller Welt
- Lebensart: Kunst, Kultur, Geschichte und Literatur (Rezensionen)
- Portrait: Vorstellung engagierter Menschen

Aus dem Uhudla ging als weiteres Projekt die Wiener Straßenzeitung Augustin hervor.
Die Print-Ausgabe der Straßenzeitung Uhudla wird durch eine Internetversion, die Uhudla-Netzwerkgenossenschaft ergänzt, welche darüber hinausgehende Artikel enthält. Daneben gibt es den Verlag Uhudla Edition und den Veranstaltungsort Uhudla Salon.